# Krystyna Szczepaniak-Person
Krystyna Szczepaniak-Person (ur. 19 czerwca 1934 we Lwowie, zm. 9 lutego 2012 w Gainesville) – polska fizyk, profesor nauk fizycznych.

## Życiorys
W 1996 r. uzyskała tytuł profesora nauk fizycznych. Była pracownikiem naukowym w Instytucie Fizyki PAN.